# Erecanana defensa
Erecanana defensa is een hooiwagen uit de familie Podoctidae.